# Montcornet (Aisne)
Montcornet je francouzská obec v departementu Aisne v regionu Hauts-de-France. V roce 2013 zde žilo 1 478 obyvatel.

## Poloha
Sousední obce jsou: Dizy-le-Gros, Chaourse, Lislet, Montloué, Soize, La Ville-aux-Bois-lès-Dizy a Vincy-Reuil-et-Magny.

## Vývoj počtu obyvatel
Počet obyvatel